# Calanthe bicalcarata
Calanthe bicalcarata är en orkidéart som beskrevs av Johannes Jacobus Smith. Calanthe bicalcarata ingår i släktet Calanthe och familjen orkidéer.

## Underarter
Arten delas in i följande underarter:
- C. b. bicalcarata
- C. b. depressa